# Sapone antibatterico

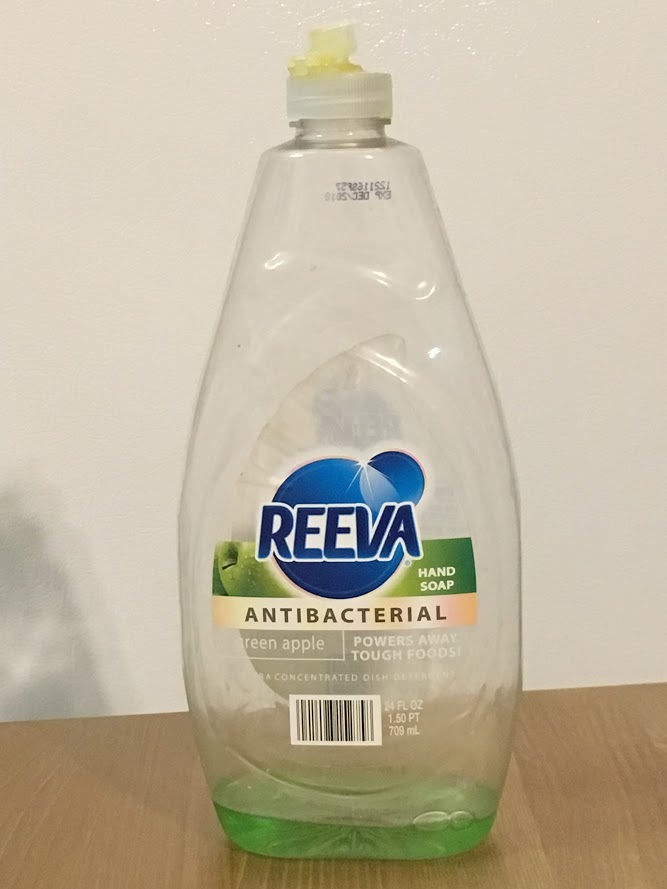
Un erogatore quasi vuoto di sapone liquido commercializzato come "antibatterico" con il principio attivo cloroxilenolo, tipicamente per il lavaggio di piatti e mani in cucina.

Un sapone antibatterico è un sapone che contiene ingredienti chimici che presumibilmente aiutano a uccidere i batteri. La maggior parte dei saponi antibatterici contiene triclosan, sebbene siano comuni anche altri additivi chimici. L'efficacia dei prodotti etichettati come antibatterici è stata contestata da alcuni accademici e dalla Food and Drug Administration (FDA) statunitense.

## Storia
Il primo sapone antibatterico è stato il sapone carbolico, che utilizzava fino al 5% di fenoli (acido fenico). I timori sulla sicurezza dei componenti chimici dei saponi fenici sulla pelle hanno portato al divieto di alcuni di questi componenti chimici.
Il triclosan e altri agenti antibatterici sono stati a lungo utilizzati nei prodotti commerciali per la pulizia di ospedali e altre strutture sanitarie, tuttavia hanno iniziato ad essere utilizzati nei prodotti per la pulizia della casa negli anni '90.

## Ingredienti
Il triclosano e il triclocarban sono i composti più comuni utilizzati come antibatterici nei saponi. Tuttavia, tra gli altri ingredienti antibatterici comuni nei saponi si annoverano cloruro di benzalconio, cloruro di benzetonio e cloroxilenolo.

## Efficacia
L'assunto per il quale un sapone antibatterico è efficace deriva dalla conoscenza di lunga data del fatto che il triclosan è in grado di inibire la crescita di vari batteri, così come di alcuni funghi. Tuttavia, ricerche più recenti hanno suggerito che i saponi antibatterici non sono più efficaci dei normali saponi nel prevenire malattie o ridurre i batteri sulle mani degli utenti.
Nel settembre 2016, la Food and Drug Administration degli Stati Uniti ha vietato l'uso dei comuni ingredienti antibatterici triclosan e triclocarban e altri 17 ingredienti frequentemente utilizzati in saponi e prodotti "antibatterici", a causa di informazioni insufficienti sugli effetti sulla salute a lungo termine del loro uso e una mancanza di prove sulla loro efficacia. La FDA ha dichiarato che "non ci sono dati che dimostrino che i saponi antibatterici da banco sono migliori nel prevenire le malattie rispetto al lavaggio con acqua e sapone normale". L'agenzia ha anche affermato che, nonostante avesse richiesto tali informazioni, la FDA non ha ricevuto dati sufficienti dai produttori sugli effetti a lungo termine sulla salute di queste sostanze chimiche. Questo divieto non si applica al disinfettante per le mani. Ciò è dovuto al fatto che il disinfettante per le mani in genere utilizza l'alcol per uccidere i microbi piuttosto che il triclosano o ingredienti simili. 
Una dichiarazione del 2017 di 200 scienziati e medici pubblicata sulla rivista scientifica Environmental Health Perspectives avverte che i saponi e i gel antibatterici sono inutili e possono causare danni. La dichiarazione metteva anche in guardia contro l'uso di agenti antimicrobici in contenitori per alimenti, tappetini ginnici e vernici. Un'azienda britannica ha affermato nel 2017 di eliminare gradualmente triclosan e triclocarban dai loro prodotti entro la fine dell'anno, aggiungendo che sarebbero stati sostituiti da "una gamma di alternative, inclusi ingredienti antibatterici naturali e ispirati alla natura". Molte aziende hanno già iniziato a utilizzare ingredienti naturali nei loro prodotti antibatterici.